# Црква Светог архангела Гаврила у Доњој Врбави
Црква Светог архангела Гаврила у Доњој Врбави, насељеном месту на територији општине Горњи Милановац, припада Епархији жичкој Српске православне цркве.
Црква посвећена Светом архангелу Гаврилу на локалитету Миловићи, започета је са градњом на иницијативу Живомира Петровића Пуринка и свештеника Владимира Воштића. Први радови започети су маја 2011. године, када су изливени темељи. Темеље је освештао епископ жички господин Хризостом 30. августа 2011. године. Прву Славу и литургију храм је имао 26. јула 2015. године.